# Четвёртая Чаншайская операция
Битва при Чанше (кит. 長衡會戰) — одно из сражений во время Хунань-Гуйлиньской операции (Операция «То-го»), проводившейся в мае-августе 1944 года японскими войсками в провинции Хунань во время Японо-китайской войны (1937—1945).

## Планы сторон
Японское командование перебросило основную часть своих войск из Японии и Маньчжурии для проведения операции «Ичи-Го». Это была попытка создать сухопутный и железнодорожный коридор из оккупированных японцами территорий Маньчжурии, Северного и Центрального Китая, Кореи в Юго-Восточную Азию.
Тактической задачей японских войск было обеспечение безопасности железной дороги Хунань-Гуйчжоу-Гуанси и южных районов Китая. 
Генерал Исаму Ёкояма, командующий японской 11-й армии, возглавил пять дивизий, усиленных ещё четырьмя дивизиями и тремя отдельными бригадами. После нескольких неэффективных авиаударов ВВС Японии японцы решили использовать наземные силы, чтобы лишить союзную авиацию авиабаз. По прямому приказу Шунроку Хата, главнокомандующего Японско-китайской экспедиционной армией, японская 11-я армия, дислоцированная в Ухане, получила задание атаковать Чаншу и продвигаться на юго-запад по железной дороге три провинции. Позже он должен был объединить свои силы с японской 23-й армией японской шестой армии района из Кантона.
Хотя китайское верховное командование было хорошо информировано о силах и намерениях противника, оно не приняло серьезных мер для отпора ему. Было решено осуществить оборонительный вариант противодействия японскому наступлению. При этом гоминьдановское командование, стремясь держать свои силы поближе к американской авиации и ее аэродромам, по существу, сосредоточило все силы и средства вокруг крупных городов и железнодорожных станций на Ханькоу - Кантонской железной дороге — Чанша, Хэньяна, Юньсина, Чанчжоу, Шаочжоу. Тысячи людей были согнаны для строительства поясов обороны вокруг этих городов. При этом американское авиационное командование требовало особенно прочно укреплять зоны и подходы к аэродромам, где базировалась американская авиация. Однако к началу наступления японцев завершить их не удалось. Японская авиация, несмотря на противодействие американских истребителей, систематически подвергала ударам районы строительства оборонительных сооружений, а также войска и населенные пункты. В результате бомбардировок в Чанше, Хэнъяне и других городах возникли большие пожары. 
14-я воздушная армия Соединенных Штатов разместила свои истребители и бомбардировщики на нескольких авиабазах вдоль железной дороги трех провинций: Хэнъян, Линлин, Гуйлинь, Лючжоу и Наньнин. Оттуда американские «Летающие тигры» во главе с бригадным генералом Клэр Ли нанесли тяжелый урон японским войскам как в Китае, так и на Формозе и могли нанести авиаудары по островам Японии.

## Битва при Чанше
26 мая группировка японских войск, сосредоточенная в районе южнее Ханькоу, перешла в наступление. Японцы воспользовались тем, что главное внимание обороняющихся было сосредоточено на крупных городах и населенных пунктах, усиленными передовыми отрядами — там, где это было возможно по условиям местности, — обходили узлы сопротивления и выходили на коммуникации далеко в их тылу. Это позволило японской  армии быстро продвинуться к городу Чанша.
Японцы изменили тактику, которую они использовали в своих предыдущих трех попытках борьбы за Чаншу, послав 3-ю и 13-ю дивизии в направлении Люяна атаковать гору Ваньян, эффективно обойдя китайские войска, оборонявшие Чаншу, и отрезав им пути отступления.
16 июня при непосредственной поддержке авиации японская армия начала генеральное наступление город Чаншу и на гору Юэлу, где находились артиллерийские позиции китайской армии, и откуда огнём артиллерии можно был поддерживать оборону в самом городе. В тот же день 34-я дивизия захватила горы Хусин и горы Нюсин. В сумерках 58-я японская дивизия прорвала позиции 59-й дивизии, которая отошла.
Утром 17 июня японская армия под прикрытием авиации атаковала позиции у Тяньсинь-павильона и Таохуашаня и провела газовую атаку (чихательный газ). Обе стороны понесли тяжелые потери. На склоне горы Юэлу  бригада 68-й японской дивизии совершила обход левого крыла обороняющейся 90-й дивизии и прорвала позиции у Яньцзишаня, создав чрезвычайно серьезную ситуацию для обороняющихся. Китайское командование, оставив по одному полку из 59-й и 102-й дивизий для продолжения защиты города Чанша, все остальные войска направила на угрожаемый участок. Войска ночью переправились через реку Сянцзян и двинулись к горе Юэлу, но были подвергнуты японскому артобстрелу и были вынуждены повернуть обратно на западный берег. Утром 18 июня основная позиция на горе Юэлу была потеряна. Позже остатки войск были атакованы с тыла и отступили к Шаояну.
Пока шли бои на подступах к городу, за железнодорожный узел и за американский аэродром восточнее города, заранее сформированные две усиленные колонны японцев обошли город и овладели уездным городом Сянсен юго-западнее Чанша, уездным городом Пинсян и Юаньцзянскими угольными шахтами юго-восточнее Чанша. 
Два полка, оставшиеся в Чанше, не смогли выдержать ожесточённые атаки японцев и стали в беспорядке отступать. 18 июня, в 15:00, японцы захватили город.

## Оборона Хэнъяна
27 июня, через месяц после начала наступления, передовые отряды северной группировки японцев подошли к городу Хэнъян — важному железнодорожному узлу. Недостаточно сильный десятый корпус НРА под командованием Фан Сяньцзюэ дважды отразил их наступление. 
В августе 1944 года японские войска вновь атаковали Хэнъян при поддержке авиации. Китайские войска яростно сопротивлялись, опираясь на местность и сооружая эффективные баррикады высотой до четырёх метров. Китайские защитники города использовали перекрестный огонь, чтобы увеличить огневую мощь. Это привело к тому, что японские 68-я и 116-я дивизии начали подготовку к отступлению. Однако того, кака японская 58-я дивизия прорвалась к северо-западному периметру города, защищенному китайской третьей дивизией, атаки возобновилась. Подкрепления из пяти корпусов: 37-го, 62-го, 74-го, 79-го и 100-го, неоднократно пытались достичь Хэнъяна, но были блокированы четырьмя японскими дивизиями: 27-й, 34-й, 40-й и 64-й.
В конце концов китайский командир 10-го корпуса генерал Фан Сяньцзюэ сдал город 8 августа 1944 года. К моменту сдачи из семнадцати тысяч в строю осталось три тысячи человек (включая раненых).
Пока шли бои за Хэнъян, два японских подвижных отряда на танках и бронемашинах обошли город и железнодорожную станцию, захватили города Линпин (4 сентября) и Юнсинь. 

## Результаты
В итоге боевых действий НРА потеряла два боеспособных корпуса: 4-й и 10-й. По данным 11-й японской армии, к моменту падения Хэнъяна китайская армия потеряла 66 468 человек и 22 460 попали в плен. С начала боёв по 20 июля в японской армии погибло 3860 человек, 8327 получили боевые ранения и 7099 заболели, в результате чего общие потери составили 19 286 человек.
Китайское командование неоднократно направляло войска на помощь Чанше и Хэнъяну, но они, за исключением 62-й армии, 100-й армии и 79-й армии, которые последовательно продвигались к пригородам или окраинам Хэнъяна, не дошли. В частности, армии к востоку от реки Сянцзян вообще не предприняли никаких действий в направлении Хэнъяна и задержались в районе Пинсяна. Даже когда им было приказано атаковать, они осуществили лишь несколько «незначительных атак».